# عبد الله بن حمير
عبد الله بن حمير الأشجعي الغطفاني صحابي جليل من قبيلة أشجع من غطفان وكان حليفاً لقبيلة الخزرج من الأنصار شهد مع النبي محمد ﷺ غزوة بدر وغزوة أحد. قال ابن عبد البر: «عبد الله بن حمير الأشجعي من بني دهمان، حليف لبني خنساء بن سنان من الأنصار، شهد بدراً هو وأخوه خارجة بن حمير».